# Annales des Sciences Naturelles; Botanique, série 9
Annales des Sciences Naturelles; Botanique, sér. 9 (abreviado Ann. Sci. Nat., Bot., sér. 9) fue una revista ilustrada con descripciones botánicas que fue editada en Francia. Fueron publicados 22 números en los años 1951-1992. Fue precedida por Annales des Sciences Naturelles; Botanique, sér. 8 y sustituida por Annales des Sciences Naturelles : Botanique, sér. 10.